# Un démon sous mes yeux
Un démon sous mes yeux  — A Demon in My View dans l'édition originale britannique — est un roman policier publié par Ruth Rendell en 1976. L'œuvre remporte de Gold Dagger Award 1976. En français, le roman a également été publié sous le titre L'Enveloppe mauve.

## Résumé
Arthur Johnson, un quinquagénaire, mène une vie solitaire, réglée et en apparence respectable à Londres. Commis-comptable dans une petite entreprise, il est à temps partiel collecteur des loyers pour son propriétaire. Depuis vingt ans, il loue le même appartement miteux sur Trinity Road, car au fond de la cave, à l'insu de tous, il possède un mannequin en plastique qu'il maltraite et étrangle périodiquement afin de satisfaire ses pulsions meurtrières. L'emplacement du pantin dans la cave, l'obscurité, les séances furtives, tout ce rituel est indispensable à la satisfaction du solitaire. 
D'un équilibre mental fragile, Arthur se sent rapidement menacé quand un jeune homme, Anthony Johnson, étudiant au doctorat en psychologie et spécialiste des psychopathes, devient un nouveau locataire de l'immeuble. Bientôt, Anthony découvre le mannequin et l'utilise lors d'un feu de joie pendant la célébration de la Guy Fawkes Night, une fête organisée pour les enfants du quartier. Le solitaire Arthur doit maintenant trouver dans les rues des victimes en chair et en os qui puissent remplacer le mannequin perdu.

## Prix et honneurs
- Gold Dagger Award 1976
- Un démon sous mes yeux occupe la 49e place au classement des cent meilleurs romans policiers de tous les temps établie par la Crime Writers' Association en 1990.

## Éditions
Édition originale en anglais
- (en) Ruth Rendell, A Demon in My View, Londres, Hutchinson, 1976 (OCLC 2895691) - édition britannique

Éditions françaises
- (fr) Ruth Rendell (auteur) et Marie-Louise Navarro (traductrice), L'Enveloppe mauve [« A Demon in My View »], Paris, Librairie des Champs-Élysées, coll. « Le Masque no 1563 », 1979, 189 p. (ISBN 2-7024-0869-9, BNF 34644793)
- (fr) Ruth Rendell (auteur) et Marie-Louise Navarro (traductrice) (trad. de l'anglais), L'Enveloppe mauve [« A Demon in My View »], Paris, Éditions du Masque, coll. « dans Ruth Rendell : 4. Les années 1976-1984. », 1997, 1111 p. (ISBN 2-7024-2672-7, BNF 36170779)
- (fr) Ruth Rendell (auteur) et Bérénice Vivien (traductrice) (trad. de l'anglais), Un démon sous mes yeux [« A Demon in My View »], Paris, Éditions du Masque, coll. « Masque poche no 8 », 2013, 308 p. (ISBN 978-2-7024-3899-2, BNF 43525478)

## Adaptation cinématographique
- 1991 : L'Homme d'à côté (Der Mann nebenan)[2], film germano-britannique réalisé par Petra Haffter, avec Anthony Perkins et Sophie Ward